# محله وره زرد ۱
محله وره زرد ۱ مربوط به کالکولیتیک است و در شهرستان دره‌شهر، بخش مرکزی، دهستان ارمو، ۱/۴ کیلومتری شمال شرق روستای کله جوب سفلی واقع شده و این اثر در تاریخ ۲۶ دی ۱۳۸۶ با شمارهٔ ثبت ۲۰۶۳۸ به‌عنوان یکی از آثار ملی ایران به ثبت رسیده است.